# Growling
Growling je velmi specifická technika zpěvu, užívaná především v death metalu a jiných podobných žánrech (grindcore, black metal, viking metal, gothic metal, aj.), podobná screamingu.
Výška tónů je velmi hluboká a barva hlasu je hrubá a chraplavá. Kupodivu nejtěžší na této technice není intonace, ale artikulace jednotlivých slov tak, aby jim bylo rozumět, což může být pro posluchače nezvyklého na death metal problém i u profesionálních nahrávek.
Growling také používají někteří hudebníci, když chroptí nebo bručí za pomoci hlasivek do saxofonu. Tím je způsobena modulace zvuku a výsledkem je drsnost a chraplavost tónu. Nejčastěji se jí využívá v jazzu, blues, rock and rollu a v dalších populárních žánrech, ojediněle i v lidové hudbě.

## Zpěváci používající tuto techniku
Tuto techniku používají všechny death metalové skupiny, proto zde jsou uvedeny jen skupiny jiných žánrů.
- Masha Scream – ze skupiny Arkona
- Sylvain Houde – ze skupiny Kataklysm (bývalý zpěvák)
- Lord Worm – ze skupiny Cryptopsy
- Lori Bravo – zpěvačka z Nuclear Death
- Angela Gossow – manažerka Arch Enemy
- Burton C. Bell – ze skupiny Fear Factory
- Petri Lindroos – zpěvák z Ensiferum a Norther
- Chris Barnes – skupina Cannibal Corpse (1988 – 1995), Six Feet Under (od 1993)
- George Fisher – ze skupiny Cannibal Corpse (od 1995)
- Mark Jansen – ze symphonic-power metalové skupiny Epica
- Chrigel Glanzmann – ze skupiny Eluveitie
- Henrik Englund Wilhelmsson – ze skupiny Amaranthe
- Tomi Joutsen – ze skupiny Amorphis
- Johan Hegg – ze skupiny Amon Amarth
- Pekka Kokko – ze skupiny Kalmah
- Alissa White-Gluz – ze skupiny Arch Enemy
- Peter Tägtgren – ze skupiny Hypocrisy
- Mikael Stanne – ze skupiny Dark Tranquillity
- Henke Forss – ze skupiny In Flames
- Raven Filth – ze skupiny Bestial Therapy
- Alexi Laiho – ze skupiny Children of Bodom
- Dani Filth – ze skupiny Cradle of Filth
- Milan Fras – ze skupiny Laibach
- Oliver Scott Sykes – ze skupiny Bring Me The Horizon
- Mitch Lucker – ze skupiny Suicide Silence
- Ronnie Radke – ze skupiny Falling in Reverse
- Caleb Shomo – ze skupiny Beartooth
- Tatiana Shmailyuk – ze skupiny Jinjer
- Danny Worsnop – ze skupiny Asking Alexandria
- Jiří Valter – ze skupiny Root
- Jan Macků – ze skupiny Dymytry